# Orquestra Sinfônica da Universidade de Caxias do Sul
A Orquestra Sinfônica da Universidade de Caxias do Sul é uma orquestra sinfônica da cidade de Caxias do Sul, Brasil, mantida pela Universidade de Caxias do Sul.
A orquestra nasceu em 2001 da incorporação pela UCS da antiga Orquestra de Concertos de Caxias do Sul, mantida pela Sociedade de Cultura Musical. Por muitos anos teve a direção artística a cargo do maestro Manfredo Schmiedt, contando com mais de 40 instrumentistas.
Tinha um programa fixo de concertos na cidade, os projetos Quinta Sinfônica, Natal em Família, Rock in Concert, Orquestrando as Organizações, Concertos da Primavera, e fazia excursões para outras cidades do estado, com um repertório erudito e popular. Em 2010 havia feito mais de cem apresentações para um público de 88 mil pessoas. Em 2014 recebeu o prêmio Referência Educacional na 20ª edição do Prêmio Líderes & Vencedores conferido pela Assembleia Legislativa do Estado e Federasul.
Em fevereiro de 2020, por conta da crise financeira nacional, foi reduzida e transformada em orquestra de câmara, mas mesmo assim os problemas não foram contornados. Sua extinção foi anunciada em 3 de julho de 2020. A UCS alegou dificuldades financeiras e problemas causados pela pandemia de COVID-19. No entanto, em 2021 as atividades foram reiniciadas.